# Gabriel Martiniano de Araújo
Gabriel Martiniano de Araújo (Cuiabá, 21 de setembro de 1897 — Cuiabá, 11 de julho de 1972) foi um funcionário público, comerciante, político e jornalista brasileiro.
Filho de Francisco Martiniano de Araújo e de Maria Virgínia de Araújo.
Exerceu o mandato de deputado federal constituinte por Mato Grosso em 1946.
Exerceu mandato na Câmara Municipal de Cuiabá no período de 1927 a 1930. Em outubro de 1934, foi eleito deputado à Assembléia Constituinte do Mato Grosso. Atuou no Instituto de Aposentadoria e Pensões dos Comerciários (IAPC). Em 1940, durante o Estado Novo, se tornou membro do Departamento Administrativo do Mato Grosso, onde chegou à vice-presidência em 1943.
Em 1945 foi eleito deputado por Mato Grosso à Assembleia Nacional Constituinte, pelo Partido Social Democrático.
Ocupou o cargo de secretário particular de Manuel Escolástico Virgínio, governador do Mato Grosso e foi vice-presidente do PSD no estado.
Colaborou com diversos jornais, como Folha do Norte, O momento, O Evolucionista e Constitucionalista. Integrou também a Associação de Imprensa do Mato Grosso.
Foi presidente da Caixa Econômica Federal do Mato Grosso.
Gabriel Martiniano de Araújo faleceu no dia 11 de julho de 1972, em Cuiabá.